# Luis Fernando León
Luis Fernando León Bermeo (ur. 11 kwietnia 1993 w Valencii) – ekwadorski piłkarz występujący na pozycji środkowego obrońcy, reprezentant Ekwadoru, od 2023 roku zawodnik Emelecu.

## Kariera klubowa
León rozpoczynał treningi piłkarskie w lokalnych ekipach El Guayacán i San Camilo, skąd w wieku piętnastu lat trafił do znanej i czołowej w kraju akademii juniorskiej CS Norte América z miasta Guayaquil. Po kilku miesiącach przeniósł się natomiast do nastawionego na promowanie młodzieży klubu Independiente del Valle z siedzibą w Sangolquí. Do pierwszej drużyny został włączony jako osiemnastolatek przez szkoleniowca Carlosa Sevillę i w ekwadorskiej Serie A zadebiutował 23 lipca 2011 w przegranym 0:1 spotkaniu z Deportivo Cuenca. Praktycznie z miejsca wywalczył sobie pewne miejsce w składzie, premierowego gola w najwyższej klasie rozgrywkowej zdobywając 21 kwietnia 2012 w wygranej 4:1 konfrontacji z Técnico Universitario. W sezonie 2013 zdobył z Independiente wicemistrzostwo Ekwadoru, przez kolejne kilka lat będąc filarem ekipy prowadzonej przez Pablo Repetto.
W 2016 roku León osiągnął z Independiente jeden z największych sukcesów w dziejach ekwadorskiej piłki, dochodząc do finału najbardziej prestiżowych rozgrywek południowoamerykańskiego kontynentu – Copa Libertadores. Pełnił wówczas rolę kluczowego gracza niespodziewanego finalisty i dzięki rotacji składem stosowanej przez trenera Repetto regularnie pojawiał się na boiskach, lecz w najważniejszych spotkaniach był głównie rezerwowym dla pary stoperów tworzonej przez Luisa Caicedo i Arturo Minę.

## Kariera reprezentacyjna
W styczniu 2013 León został powołany przez Julio Césara Rosero do reprezentacji Ekwadoru U-20 na Mistrzostwa Ameryki Południowej U-20. Na argentyńskich boiskach pełnił rolę podstawowego zawodnika swojej kadry, współtworząc linię defensywy z graczami takimi jak Andersson Ordóñez czy Cristian Ramírez i rozegrał osiem z dziewięciu możliwych spotkań (wszystkie w wyjściowym składzie). Ekwadorczycy zajęli natomiast szóste miejsce w turnieju, nie kwalifikując się na Mistrzostwa Świata U-20 w Turcji.
W seniorskiej reprezentacji Ekwadoru León zadebiutował za kadencji tymczasowego selekcjonera Sixto Vizuete, 10 października 2014 w zremisowanym 1:1 meczu towarzyskim z USA.